# Otis Redding

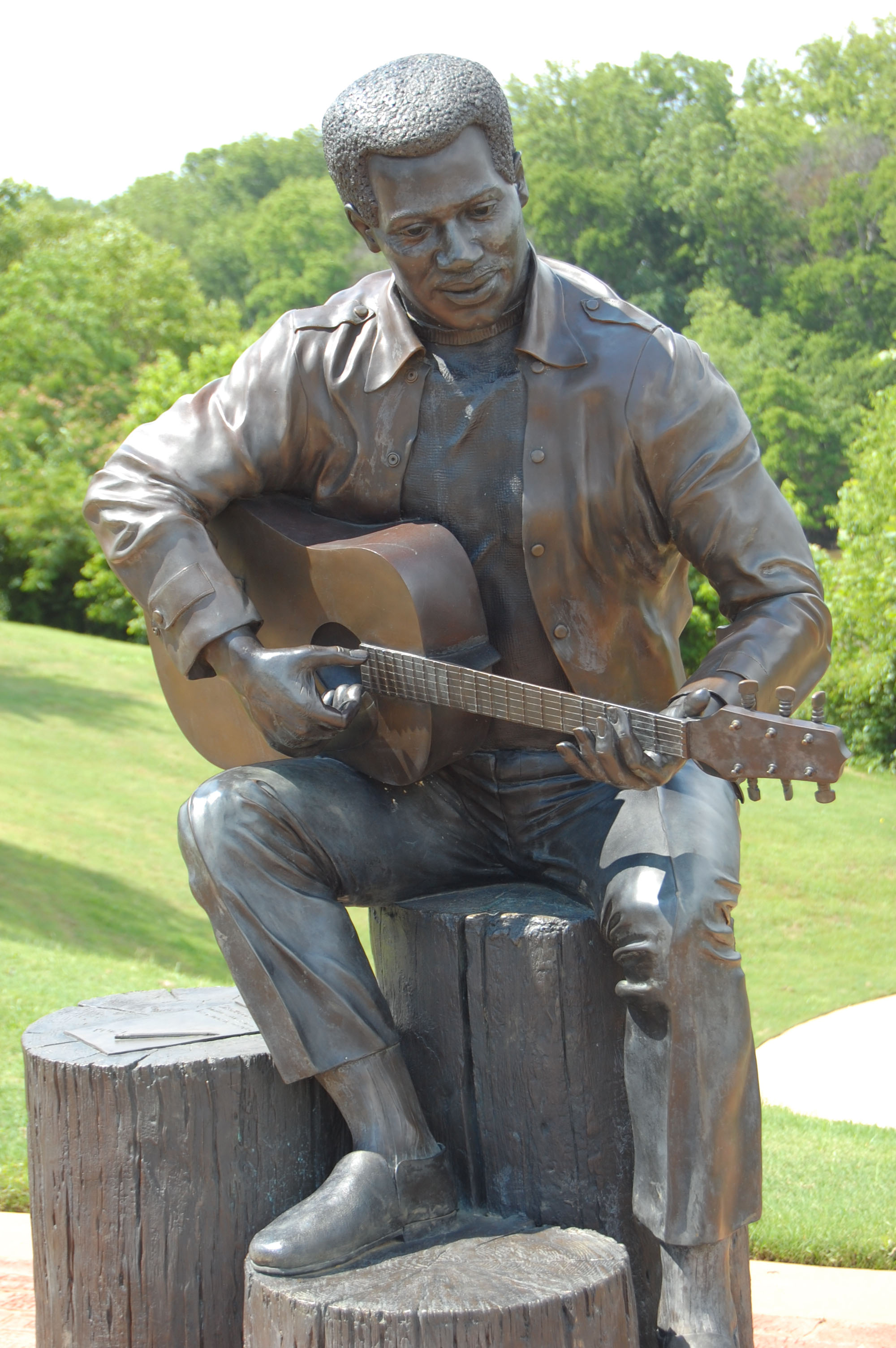
Socha Otise Reddinga v Gateway Parku v Maconu v Georgii

Otis Ray Redding Jr. (9. září 1941 Dawson, Georgie – 10. prosince 1967 Madison, Wisconsin) byl americký zpěvák, který je považován za nejvlivnějšího soulového umělce 60. let. V roce 1989 byl jmenován do Rock and rollové síně slávy. Je jeden z prvních populárních umělců, který experimentoval s rhythm and blues a gospelem. Mezi jeho nejznámější písně patří Love Man, These Arms Of Mine nebo The Respect. Časopisem Rolling Stone byl jmenován mezi sty největšími zpěváky všech dob na 8. místě.

## Počátky
Otis již jako malý, získával zkušenosti se zpěvem v kostelním sboru. Jako mladý vyhrál několik soutěží, kde začal postupně získávat zkušenosti. Největší vliv na Otise měl zpěvák Little Richard, který shodou okolností pocházel ze stejného města Mason v Georgii. Na konci padesátých let začíná vystupovat.
V roce 1960 začal vystupovat společně s Johnny Jenkinsem, bluesovým kytaristou a skupinou The Pinetoppers. S touto kapelou také ve stejném roce vydal své první nahrávky jako Fat Gal a Shout Bamalama, pod názvem Otis Redding a The Pinetoppers.
V roce 1962 nahrává skladbu These Arms Of Mine, která pro něj znamenala první zásadní stopu v hudebním průmyslu. Stala se velkým hitem pod záštitou nahrávací společnosti Volt records.

## Hudba
V roce 1964 vychází Otisovi debutové album pojmenované Pain In my Heart. Album obsahuje čtyři úspěšné singly vydané v období 1962 – 63: již zmiňovaná These Arms of Mine, That's What My Heart Needs, Security a titulní singl Pain In My Heart.
V roce 1965 Otis vydává hned dvě alba z nichž první s názvem The Great Otis Redding Sings Soul Ballads obsahuje singly Come to Me/Don't Leave Me This Way, Mr. Pitful a Thats How Strong My Love Is. Na druhém albu s názvem Otis Blue: Otis Redding Sings Soul najdeme singly jako Respect, který se stal pozdějším velkým hitem pro Arethu Franklin, I Have Been Loving You To Long , Shake a Satisfaction původně napsanou Mickem Jaggerem pro The Rolling Stones. Toto album bylo již několikrát zařazeno mezi nejlepší alba všech dob a je vysoce kritiky ceněné.
V dalším roce 1966 jsou vydána další 2 studiová alba s názvem Soul Album a druhé po názvem Complete & Unbelievable: The Otis Redding Dictionary of Soul, které bylo opět kritiky vysoce ceněno a které bylo časopisem Rolling Stone zařazeno mezi 500 nejlepších alb všech dob na 251 příčce. Singly zde jsou My Lovers Prayer, Try a Litlle Tendernes a Fa Fa Fa Fa Fa (Sad Song).
King & Queen, vydané v roce 1967, pod taktovkou Stax Records, je album Otise Reddinga a Carly Thomas, dvou nejúspěšnějších umělců uvedeného labelu. LP bylo pro Otise šesté album, a pro Carlu Thomas 'čtvrté. Šlo o poslední studiové album vydané Reddingem před jeho smrtí. Vydané singly zde byly duety Tramp a Knock On Wood.

## Smrt
Zpěvák zemřel při leteckém neštěstí cestou na koncert, kdy se letadlo zřítilo do jezera. Jen jeden jediný člověk letecké neštěstí přežil. Zajímavostí je, že jeho nejslavnější hit Sittin On The Dock Of The Bay byl nahrán 3 dny před jeho smrtí a po uvedení se stal jeho jediným číslem 1 v americkém žebříčku a prvním posmrtným číslem 1 v jeho historii.
Nejznámějšími posmrtnými hity Otise Reddinga byly písně Sittin On The Dock Of The Bay, Hard To Handle, Amen, Happy Song (Dum, Dum) a Love Man.

## Přínos
Otis Redding během svého života vydal celkem 6 studiových alb, další 4 studiová alba byla vydána po jeho smrti. Posmrtná alba byla především vytvořena z bohatého materiálu, který Otis nahrál v průběhu let 1965 – 67. Další alba vydaná po jeho smrti jsou různé kompilace a záznamy živých vystoupení, které absolvoval v průběhu 60. let. Za krátkou dobu svého působení se tento zpěvák stal synonymem pro termín soul a je také přezdíván jako Král soulu.

## Alba
- 1964 – Pain In My Heart
- 1965 – The Great Otis Redding Sings Soul Ballads
- 1965 – Otis Blue
- 1966 – The Soul Album
- 1966 – Dictionary of Soul
- 1967 – King & Queen
- 1967 – Live In Europe

### Alba vydána po smrti
- 1968 – The Dock Of The Bay
- 1968 – The Immortal Otis Redding
- 1968 – The Whisky A Go Go
- 1969 – Love Man
- 1970 – Tell The Truth
- 1986 – The Ultimate Otis Redding
- 1992 – Remember Me
- 1992 – The Very Best Of Otis Redding
- 1992 – The Monterey International Pop Festival
- 1993 – Good To Me
- 1993 – The Definitive Otis Redding
- 1995 – The Very Best Of Otis Redding Volume II
- 1998 – The Otis Redding Anthology
- 1998 – Love Songs
- 1999 – In Concert-Live